# Laberint de mentides
Laberint de mentides (títol original: Separate Lies) és una pel·lícula britànica dirigida per Julian Fellowes, estrenada l'any 2005. Ha estat doblada al català.

## Argument
Un advocat anglès confortablement instal·lat veu la seva vida de parella trastocada per la mort d'un desconegut

## Repartiment
- Tom Wilkinson: James Manning
- Emily Watson: Anne Manning
- Hermione Norris: Priscilla
- John Warnaby: Simon
- Rupert Everett: Bill Bule
- Richenda Carey: Sarah Tufnell
- Linda Bassett: Maggie
- Christine Lohr: la infermera
- Alice O'Connell: la filla de Maggie
- John Neville: Lord Rawston
- Peregrine Kitchener-Fellowes: Charles, el fill de Bill
- Henry Drake: Freddy, el fill de Bill
- David Harewood: l'inspector Marshall
- Sabina Tourtellier: la recepcionista
- Philip Rham: l'advocat francès

## Al voltant de la pel·lícula
- El rodatge va començar el 8 de setembre de 2003 i va tenir lloc a Londres i Llandudno.

## Premis i nominacions
- Premi al millor primer film, per la Nacional Board of Review l'any 2005.
- Nominació al premi a l'actor britànic de l'any per a Tom Wilkinson, l'actriu britànica de l'any per a Emily Watson, la revelació britànica de l'any per a Julian Fellowes i el productor britànic de l'any per a Christian Colson, en els London Critics Circle Film Awards l'any 2006.

## Crítica
- * Un drama sobre la gelosia que, malgrat obtenir bones crítiques als Estats Units, no es va arribar a estrenar als cinemes d'Espanya ni Llatinoamèrica.[3]
- "Fascinant relat de mentides alimentades per la desesperació. (...) Un dels drames més intrigants de l'any. (...) Puntuació: ★★★½ (sobre 4)."[4]